# Till dig som hjärtat gläder
Till dig som hjärtat gläder är en psalm i tolv verser av Samuel Ödmann. Psalmen hade från början en egen melodi, men denna uteslöts 1844, enligt Kungliga Musikaliska Akademins Minitabell. Den nya melodin blev då nr 223 O Gud, det är min glädje. Psalmen uteslöts senare i sin helhet ur 1937 års psalmbok.
Psalmen inleddes 1819 med orden:
Till dig, som hjertat gläder
Och all dess tillflykt är

## Publicerad som
- Nr 222 i 1819 års psalmbok, under rubriken "Kristligt sinne och förhållande - I allmänhet: Förhållandet till Gud: Kärlek, vördnad, tacksamhet".